# Bromid nikelnatý
Bromid nikelnatý je označení pro anorganické sloučeniny odpovídající vzorci NiBr2(H2O)x; hodnota x může být 0 u bezvodé soli, nebo 2, 3, či 6 u hydrátů. Bezvodý NiBr2 je hnědožlutý a rozpouští se ve vodě za vzniku modrozeleného hexahydrátu.

## Struktura
Struktura bromidu nikelnatého závisí na míře hydratace. V pevných formách zaujímají nikelnaté ionty oktaedrickou geometrii. Podobné struktury byly pozorovány i u vodných roztoků.
- Bezvodý NiBr2 má strukturu chloridu kademnatého.[4] Délky vazeb Ni-Br jsou 252—258 pm.[3]
- Struktura trihydrátu je pravděpodobně řetězovitá.[5]
- Dihydrát a hexahydrát mají struktury podobné jako odpovídající chloridy. Dihydrát se skládá z lineárních řetězců, zatímco hexahydrát obsahuje oddělené molekuly trans-[NiBr2(H2O)4] se dvěma molekulami krystalové vody.

## Reakce a použití
NiBr2 se chová jako Lewisova kyselina, což se projevuje vznikem hydrátů i tvorbou aduktů při reakcích s Lewisovými zásadami.
NiBr2 lze použít na přípravu katalyzátorů křížových párování a karbonylací. NiBr2-glym má při některých přeměnách vyšší aktivitu než NiCl2-glym.

Křížová párovací reakce katalyzovaná NiBr_{2}

## Bezpečnost
Bromid nikelnatý je podezřelý z karcinogenních účinků.